# Idskär - Mellanskär - Skatan
Idskär - Mellanskär - Skatan este o arie protejată (arie specială de conservare — SAC, sit de importanță comunitară — SCI) din Finlanda întinsă pe o suprafață de 283,19 ha, din care 84 % marine.

## Localizare
Centrul sitului Idskär - Mellanskär - Skatan este situat la coordonatele 60°26′22″N 19°45′26″E / 60.439444°N 19.757222°E.

## Înființare
Situl Idskär - Mellanskär - Skatan a fost declarat sit de importanță comunitară în octombrie 1997 pentru a proteja un număr necunoscut de specii din flora spontană și fauna sălbatică aflate în arealul zonei. Situl a fost protejat și ca arie specială de conservare în decembrie 2015.

## Biodiversitate
Situată în ecoregiunea boreală, aria protejată conține 2 habitate naturale: Recifuri, Insulițe și insule mici din Baltica boreală.
La baza desemnării sitului se află un număr nedeclarat de specii protejate.
Pe lângă speciile protejate, pe teritoriul sitului au mai fost identificate 2 specii de păsări.